# Ferdinand von Zeppelin
Grof Ferdinand Adolf August Heinrich von Zeppelin, nemški izumitelj in izdelovalec zrakoplovov, * 8. julij 1838, Konstanz pri Bodenskem jezeru, Nemčija † 8. marec 1917.
Zeppelin je ustanovitelj družbe Zeppelin Airship in izumitelj po njem imenovanega cepelina.
1. 1 2 3 4  Record #118636545 // Gemeinsame Normdatei — 2012—2016.
2. 1 2  data.bnf.fr: platforma za odprte podatke — 2011.